# Nador
Nador (Berbers: ⵏⴰⴷⵓⵔ) is een stad gelegen in het Rifgebergte, in het noordoosten van Marokko. De stad ligt aan de Middellandse Zee aan de Mar Chica-lagune. De stad ligt in de gelijknamige provincie Nador en de noordoostelijke regio Oriental. Nador telde in 2024 zo’n 160 duizend inwoners.
Nador is naar alle waarschijnlijkheid gesticht door de Berbers, en de kleine mediterrane haven wordt voornamelijk gebruikt voor de handel in vis, fruit en vee. De voertaal in Nador is Riffijns. Daarnaast spreken de meeste inwoners ook Marokkaans-Arabisch, en in mindere mate Spaans.

## Geschiedenis
Na het einde van het Frans-Marokkaanse protectoraat in 1956, waarin de Spaanse enclaves werden uitgesloten van de overdracht aan Marokko, namen Nador, vlakbij het door de Spanjaarden gecontroleerde Melilla, en Tanger, vlakbij het eveneens door de Spanjaarden beheerde Ceuta, de rol van haven over. In Nador floreerde vervolgens de handel, omdat goederen daar belastingvrij konden worden verkocht. Smokkel met Marokko, in onder andere Spaanse en Chinese producten, werd in de tweede helft van de 20ste eeuw in de vrijhavens al snel de voornaamste bron van inkomsten.

### Verzet tegen het centrale gezag
In 1956 trad het leger hard op in Nador, nadat studenten in opstand kwamen tegen de regering in Rabat. Koning Hassan II, de toenmalige opperbevelhebber van het leger, gaf opdracht om hard op te treden tegen de studenten. Bij diverse opstanden zijn er honderden slachtoffers gemaakt door het leger.
Ook in recentere jaren was het regelmatig onrustig in Nador. In 1984 vielen er 16 doden tijdens betogingen. Ook in 2016 en 2017 braken er protesten uit.

## Economie
Nadors economische groei is te danken aan zowel traditionele industrieën, zoals metallurgie (de metaalverwerkende industrie maakt gebruik van ijzererts uit de Rif en antraciet uit Jereda), als de nieuwere, namelijk voor textiel, chemie en elektriciteit. Een andere belangrijke inkomstenbron is de handel in Spaanse en Chinese goederen, met name huishoudelijke apparatuur en elektronica. De goederen worden vaak aangeleverd vanuit de Spaanse enclave Melilla, en via Nador doorverhandeld naar de Marokkaanse markten.

### Verkeer en vervoer

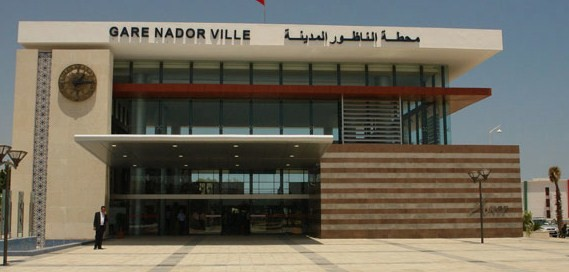
Het treinstation van Nador Ville

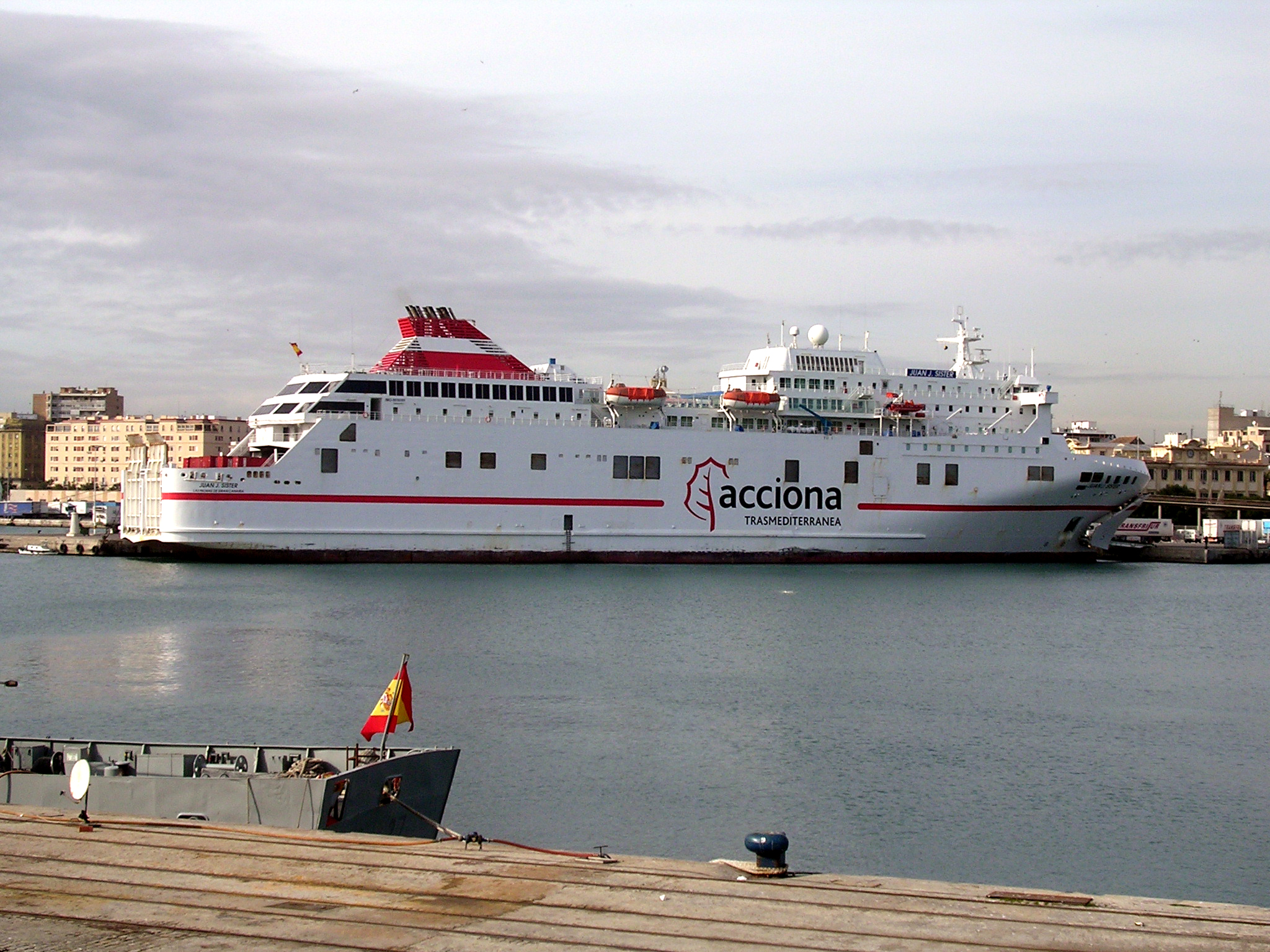
Ferry van Acciona Transmederranea

Nador is in termen van transportinfrastructuur de afgelopen jaren flink voorruit gegaan. Sinds 1999 beschikt Nador over een eigen luchthaven, de Internationale Luchthaven Nador. Daarnaast heeft Nador in de aangesloten stad Beni Ansar een internationale vrachthaven: de Haven van Nador.
Nador is sinds 2009 ook verbonden met het nationale spoornetwerk. Nador heeft twee treinstations genaamd Nador Ville en Nador Sud of in de volksmond Nador Haven. Nador kent voor wegvervoer vooralsnog alleen N-wegen. Anno 2024 zijn de werkzaamheden bezig voor het aanleggen van een snelweg, Guercif - Nador West Med, die zal aansluiten op de A2 Rabat-Oujda.
Naast vliegtuig, weg en spoor zijn de veerdiensten van groot belang, met name die vanaf Spanje naar Melilla en Nador Haven. De dagelijkse veerpont op zowel Melilla als Nador komt uit Almeria. Verder is er een verbinding Nador-Sete uitgevoerd door de maatschappij Comarit-Comanav.

## Demografie
Het bevolkingsaantal van Nador kent door de wisseling in aan- en afwezigheid van de Spaanse en andere Europese kolonisten in de regio relatief grote fluctuaties. Zo daalde het bevolkingsaantal van 23.000 inwoners door het vertrek van de Spanjaarden uit de regio in aan het begin van de jaren 1950 tot minder dan 5.000 in 1960. Tussen 1960 en 1971 groeide de bevolking vervolgens weer met 566%, van 4.806 mensen in 1960 tot 32.000 in 1971, om vervolgens verder te groeien naar 160.000 in 2024.
De bevolking van Nador wordt voornamelijk gevormd door Riffijnen. Het valt onder het stamgebied van de Iqer'iyen.

## Stadsindeling
De stad is opgedeeld in de volgende wijken:
- Aarid
- Bouarourou
- Bouyzazan
- Douar Akhandouk
- Hay El Askari
- Hay El Madani
- Hay Al Matar
  - Méditerranée
  - Al Madina Al Jadida
  - Hay Al Ikhlas
- Ichomay
- Igounaf
- Issabbanan
- Jalloune
- Laârassi
- Lotissement Narjis
- Oulad Boutaib
- Oulad Lahssan
- Oulad Mimoun
- Regolariss
- Saada
- Taghzouth
- Tirakaa Charki
- Touima
  - Hay Al Boustane
  - Hay Al Karam
  - Hay Dahma
- Quartier Al-Kindy
- Quartier Chaala
- Quartier Oulad Brahim

## Toerisme

Het Mercure-hotel Rif in Nador

In de zomer wordt Nador aangedaan door veel Marokkanen die in Europa wonen, maar oorspronkelijk uit de provincie Nador komen. Ook bezoeken Marokkanen uit andere streken van het land de Riffijnse kustplaats.

### Bezienswaardigheden
- Mount Gourougou
- Atalayoun
- Bocana Beach
- Tazouda Castle
- Fuerte de Basbel
- Kasbah Selouane
- Sebâa Ifrane
- Lake Iksane

## Sport
Nador kent twee plaatselijke voetbalclubs: Hilal Nador en Fath Nador.
In 2006 was Nador de startplaats van de derde etappe van de rally Parijs-Dakar, nadat de coureurs de oversteek hadden gemaakt vanuit Málaga. Vanuit Nador trokken de deelnemers naar Angad in de regio Oujda.

## Stedenbanden
- Amsterdam (Nederland)
- Mechelen (België)
- Sint-Niklaas (België)
- 's-Hertogenbosch (Nederland)

## Geboren in Nador
- Mohamed Lagmouch (1942), activist, ridder in de Orde van Oranje-Nassau
- Najib Amhali (1971), cabaretier en acteur
- Mohammed Benzakour (1972), schrijver, socioloog, columnist
- Sofian Akouili (1989), voetballer
- Tarik Kada (1996), voetballer